# Rafael Corporán de los Santos
Rafael Corporán de los Santos (La Mata, Sánchez Ramírez, 22 de julio de 1937-Santo Domingo, 5 de marzo de 2012), más conocido como Corporán de los Santos o simplemente Corporán, fue un productor de radio y televisión, locutor, presentador y empresario dominicano. Propulsor del populismo mediático desde sus emisoras radiales utilizándolas como medio para ayudar a las personas, Corporán era conocido por su peculiar manera de hacer televisión y por haber roto con el esquema del comunicador circunspecto de la época, la cual estaba marcada por parámetros elitistas. 
Sus populares programas Sábado de Corporán y Sábado Chiquito tenían una duración récord conjuntamente de doce horas ganándose los eslóganes «El Sábado es de Corporán» y «El Campeón de la Televisión» y catapultando a muchas personalidades de la televisión dominicana y además de ser uno de los programas más premiados en toda la historia de la televisión dominicana ganando más de 20 ocasiones el premios soberano y un premio emmy.

## Primeros años
Corporán nació en santo domingo República dominicana el 22 de julio de 1937. Rodeado de pobreza, tuvo que dedicarse a diversas ocupaciones desde temprana edad, como limpiabotas, canillita, billetero (vendedor de billetes de lotería) y lavador de vehículos de motor, entre otros. Siguiendo con su proeza de vida, entra a trabajar en diferentes empresas dominicanas, entre ellas La Manicera (MercaSID) y Brugal & Co.. 
Durante la década de 1950, Corporán se dedicó a trabajar en una "guagua anunciadora", una especie de negocio informal que utilizan los dominicanos para comprar o vender productos usados en un vehículo. En 1960 entró a estudiar locución en La Voz Dominicana y posteriormente iniciaría su vida pública. Tuvo esporádicas participaciones en la época de revueltas civiles en la República Dominicana como vocero a favor de los rebeldes constitucionalistas.

## Radio y televisión
En 1963 Corporán se dedicó a organizar espectáculos artísticos junto a Tito Campusano, y luego por sí solo bajo su empresa Producciones Corporán. Desde 1973, Corporán trabajó como locutor principiante en el programa radial “Suceso de hoy” y en las emisoras Radio Continental, Radio Reloj, La Voz del Trópico, RPQ, Radio Tricolor, dándose a conocer como figura pública. En 1975 Corporán adquirió Radio Popular, su primera emisora donde inició "Gozando con Producciones Corporán", un programa radial interactivo que se convirtió rápidamente en un fenómeno de masas y afianzándolo entre la clase más oprimida del país. el 12 de octubre de 1976, Corporán crea Noticiario Popular, un noticiero radial que albergó a eventuales locutores y periodistas de renombre como Juan Bolívar Díaz, Margarita Cordero, Elsa Expósito, Clara Leyla Alfonso, Luis José Chávez, Ruddy Germán Pérez, Carlos Batista Matos, Bienvenido Álvarez Vega, Federico Atswood,  Marcia Facundo, Evaristo Rubens y Dania Goris. La emisora luego se convertiría en matriz de otras emisoras más creando una red radial llamada Circuito Corporán.
Corporán incursionó en la televisión en marzo de 1988 con Sábado de Corporán, un programa de variedades que se convirtió en éxito y en los siguientes veinte años Corporán desarrolló un programa televisivo de ocho horas sabatinas, incluyendo concursos, comedia, entrevistas y una sección llamada La Hora Estelar donde presentaba cantantes nacionales e internacionales como Fernando Villalona, Danny Rivera, Franco De Vita, Sophy, Gloria Trevi, Jackeline Estévez, vickiana, Chayanne, Ángela Carrasco, Maridalia Hernández entre otros. La popularidad del programa se mantuvo hasta principios de la década 2000, posteriormente entrando en un progresivo declive hasta marzo de 2012 cumpliendo veinticinco años de transmisión. El formato del programa se sustentaba más que nada en pintorescos concursos o competiciones en vivo entre el público asistente por un premio final como electrodomésticos, enseres para el hogar y dinero en efectivo. Corporán además brindaba alguna ayuda para personas necesitadas. En su programa también iniciaron muchos artistas dominicanos como Sergio Vargas e introdujo un segmento llamado Sábado Joven de Corporán para impulsar artistas jóvenes como Toque Profundo, Roy Tavare & El Clan de la Furia, Aljadaqui, Rikarena, entre otros. Muchos argumentaban que su estilo no iba con los parámetros comunicacionales siendo muy criticado por su forma de hablar y de producir el programa.
En 1990, Corporán presentó un nuevo segmento infantil llamado Sábado Chiquito de Corporán, que luego sería un programa semanal de cuatro horas. El programa se transmitió hasta julio de 2011.

## Incursiones en la política
Como consecuencia de su gran arrastre popular y el trabajo social que había venido realizando desde el inicio de su carrera, en 1982 Corporán persigue la candidatura a síndico por Santo Domingo por el Partido Acción Constitucional. Desafortunadamente no ganó.
El presidente Joaquín Balaguer apoyó a Corporán que se decidió buscar la sindicatura de Santo Domingo en 1986, perdiendo nuevamente. En 1990 vuelve y se postula por el Partido Reformista Social Cristiano saliendo ganador para el periodo 1990-1994.
Su gestión se conoce sobre todo por concibir la famosa Ciudad del Niño, un ambicioso proyecto que pretendía servir de albergue a niños huérfanos. Sin embargo el proyecto nunca se llevó a cabo detonando en críticas y alegaciones de corrupción por parte de la sociedad. Corporán luego admitió que nunca recibió apoyo del gobierno para el proyecto. 
En 1978 Corporán habría caído preso por presuntamente colaborar desde su imprenta con el Partido Revolucionario Dominicano.
Corporán habría mostrado interés en tomar participación en las Elecciones Congresionales y Municipales 2010 de la República Dominicana como candidato a regidor por el Partido de la Liberación Dominicana.

## Superación personal y posteriores problemas financieros
Criado y creciendo como un niño pobre en un pueblo de la República Dominicana y asumiendo la responsabilidad de aportar para el sustento de él y su familia, Corporán nunca desmayó y tuvo que dedicarse a un sinnúmero de ocupaciones durante su infancia para poder sobrevivir. Durante su juventud temprana Corporán comenzó a interesarse por los asuntos del espectáculo y en 1963 funda Producciones Corporán, una empresa dedicada a presentaciones artísticas. Su extraversión y su gran carisma lo ayudaron a ganarse la amistad de muchos cantantes dominicanos como Joseíto Mateo, Camboy Estévez, Johnny Ventura, Dhario Primero, Los Hijos Del Rey, entre otros. Mientras iba avanzando entre el círculo de grandes personalidades de la política, el deporte y el arte, Corporán empezó a comprar un grupo de pequeñas emisoras en amplitud modulada llegando a poseer un emporio conocido como Circuito Corporán. Poco después Corporán adquiriría Impresos Digitales, una empresa prestadora de servicios de impresión. Ya en las décadas de los 80 y 90, Corporán era una especie de potentado al haber adquirido emisoras radiales, tener un programa televisivo exitoso y otros asuntos ligado al show business.
En 2005, Corporán vendió el Circuito Corporán al Banco del Progreso, uno de los principales bancos de la República Dominicana. Esto conjuntamente con la situación económica del país comenzó a golpear a Corporán financieramente provocándole indicios de depresión. Para finales de 2010 Corporán había vendido la mayoría de sus bienes adquiridos en sus primeras décadas de carrera dando al traste con la sustentación de su programa de televisión.

## Vida personal
Corporán estuvo casado en cinco ocasiones; primero con Xiomara Quezada, madre de Rafael; luego con Ana Cristina Caimares, con quien procreó a Cristian y Rafito; después con Marisol Báez, madre de Rafael Alejandro Corporan Báez; la cuarta esposa fue Arelys Lachapelle.
En 1997, Corporán de los Santos se casó con la excantante del grupo Las Chican Adalgisa Báez Serrano (Grissell), su esposa al momento de su muerte; juntos procrearon a Ángel Luis Corporán Báez, y reconoció a Diego Alberto Jiménez Báez, hijo de Grissell.

## Muerte
Corporán habría estado sufriendo problemas graves de salud los últimos cinco años de su vida. En junio de 2007 fue internado en el Centro de Diagnóstico, Medicina Avanzada y Telemedicina (Cedimat) por problemas de hipertensión arterial, neumonía, trastorno hidroelectrolítico y comienzos de diabetes mellitus tipo 2.
Tras una ronquera y molestias en la laringe en mayo de 2011, se le diagnosticó pólipos en la garganta. Corporán quien habría tenido complicaciones cerebrovasculares en el pasado, fue sometido a una cirugía en las cuerdas vocales para extraerle un nódulo.
El 4 de marzo de 2012, Corporán sufrió un desmayo y debido a un paro cardíaco que terminó en un paro respiratorio, murió en Santo Domingo el 5 de marzo de 2012 sorpresivamente después de haber recibido un homenaje dos días antes.

## Perfil público y legado
Sin haberse graduado ni tener títulos académicos, Corporán se caracterizó por romper esquemas y por su personalidad carismática dentro y fuera de los medios de comunicación. Su apego con el pueblo marginado se manifestaba en su propensión natural a dar, convirtiéndolo en una especie de héroe popular y ejerciendo el altruismo en todos sus programas televisivos y radiales Esa disposición a servir, es una de las razones que hace a la gente admirarlo hoy en día.
Según muchos entendidos del espectáculo dominicano, Corporán fue creador de un nuevo estilo de hacer televisión, más popular y menos circunspecto. Esto le trajo muchas críticas por parte de la prensa de ese entonces llegando a calificar sus producciones de tener bajo nivel cultural. Sin embargo, Corporán tuvo sus luces, sobre todo en la televisión dominicana. Su trabajo fue emulado por posteriores personalidades quienes lo vieron como un ejemplo a seguir.
Durante más cuatro décadas como personalidad pública, Corporán fue responsable de muchas creaciones y de un lenguaje distinto al estabelcido. Su influencia en la televisión dominicana fue tan notoria que motivó el dicho popular "El sábado es de Corporán" y tuvo el coraje de autoproclamarse como "El campeón de la televisión". Por sus manos pasaron varias generaciones que posteriormente se convirtieron en figuras de los medios de comunicación dominicanos y se destacan en diferentes ramas del espectáculo.

## Premios y reconocimientos
- La Unión Nacional de Artistas y Afines de República Dominicana (Unared) le entregó un reconocimiento junto a varias personalidades más en 2010.[16]

- En 2011 fue galardonado con El Soberano en reconocimiento a su trayectoria.[17] No obstante, por muchos años su producción Sábado De Corporán fue premiada como "Mejor Programa Semanal de Variedades"; además Sábado Chiquito fue reconocido como "Mejor Programa Infantil" en repetidas ocasiones, incluyendo un Emmy en 1995.[18]

- El 3 de marzo de 2012 recibió un homenaje por parte de los ejecutivos de Color Visión, canal de televisión donde estuvo durante la mayor parte de su carrera televisiva y nombrando un estudio del canal en su honor.[19] El 6 de marzo el Ayuntamiento del Distrito Nacional lo honró como ex síndico.[20] El presidente Leonel Fernández declaró el martes 6 de marzo de 2012 como "día de duelo oficial" con motivo de su fallecimiento, y ordenó que la bandera dominicana sea izada a media asta en los recintos militares y en los edificios públicos.[21]

### Premios Soberano
| Año  | Categoría                    | Trabajo Nominado            | Resultado |
| ---- | ---------------------------- | --------------------------- | --------- |
| 1991 | Mejor Programa de Variedades | Sábado de Corporan          | Ganador   |
| 1992 | Mejor Programa de Variedades | Sábado de Corporan          | Ganador   |
| 1993 | Mejor Programa de Variedades | Sábado de Corporan          | Ganador   |
| 1994 | Mejor Programa de Variedades | Sábado de Corporan          | Ganador   |
| 1999 | Mejor Programa de Variedades | Sábado de Corporan          | Ganador   |
| 2000 | Mejor Programa de Variedades | Sábado de Corporan          | Ganador   |
| 2001 | Mejor Programa de Variedades | Sábado de Corporan          | Ganador   |
| 2002 | Mejor Programa de Variedades | Sábado de Corporan          | Ganador   |
| 2003 | Mejor Programa de Variedades | Sábado de Corporan          | Ganador   |
| 2004 | Mejor Programa de Variedades | Sábado de Corporan          | Nominado  |
| 2005 | Mejor Programa de Variedades | Sábado de Corporan          | Nominado  |
| 2006 | Mejor Programa de Variedades | Sábado de Corporan          | Nominado  |
| 2007 | Mejor Programa de Variedades | Sábado de Corporan          | Nominado  |
| 2008 | Mejor Programa de Variedades | Sábado de Corporan          | Nominado  |
| 2011 | El Gran Soberano             | Rafael Coporan de Lo Santos | Ganador   |

#### Por Sábado Chiquito de Coporan, como dueño del programa.
| Año  | Categoría               | Trabajo Nominado            | Resultado |
| ---- | ----------------------- | --------------------------- | --------- |
| 1991 | Mejor Programa Infantil | Sábado Chiquito de Corporan | Ganador   |
| 1992 | Mejor Programa Infantil | Sábado Chiquito de Corporan | Ganador   |
| 1993 | Mejor Programa Infantil | Sábado Chiquito de Corporan | Ganador   |
| 1994 | Mejor Programa Infantil | Sábado Chiquito de Corporan | Ganador   |
| 1995 | Mejor Programa Infantil | Sábado Chiquito de Corporan | Ganador   |
| 2003 | Mejor Programa Infantil | Sábado Chiquito de Corporan | Ganador   |
| 2004 | Mejor Programa Infantil | Sábado Chiquito de Corporan | Ganador   |
| 2005 | Mejor Programa Infantil | Sábado Chiquito de Corporan | Nominado  |
| 2006 | Mejor Programa Infantil | Sábado Chiquito de Corporan | Nominado  |
| 2007 | Mejor Programa Infantil | Sábado Chiquito de Corporan | Ganador   |
| 2008 | Mejor Programa Infantil | Sábado Chiquito de Corporan | Nominado  |